# 杏仁豆腐

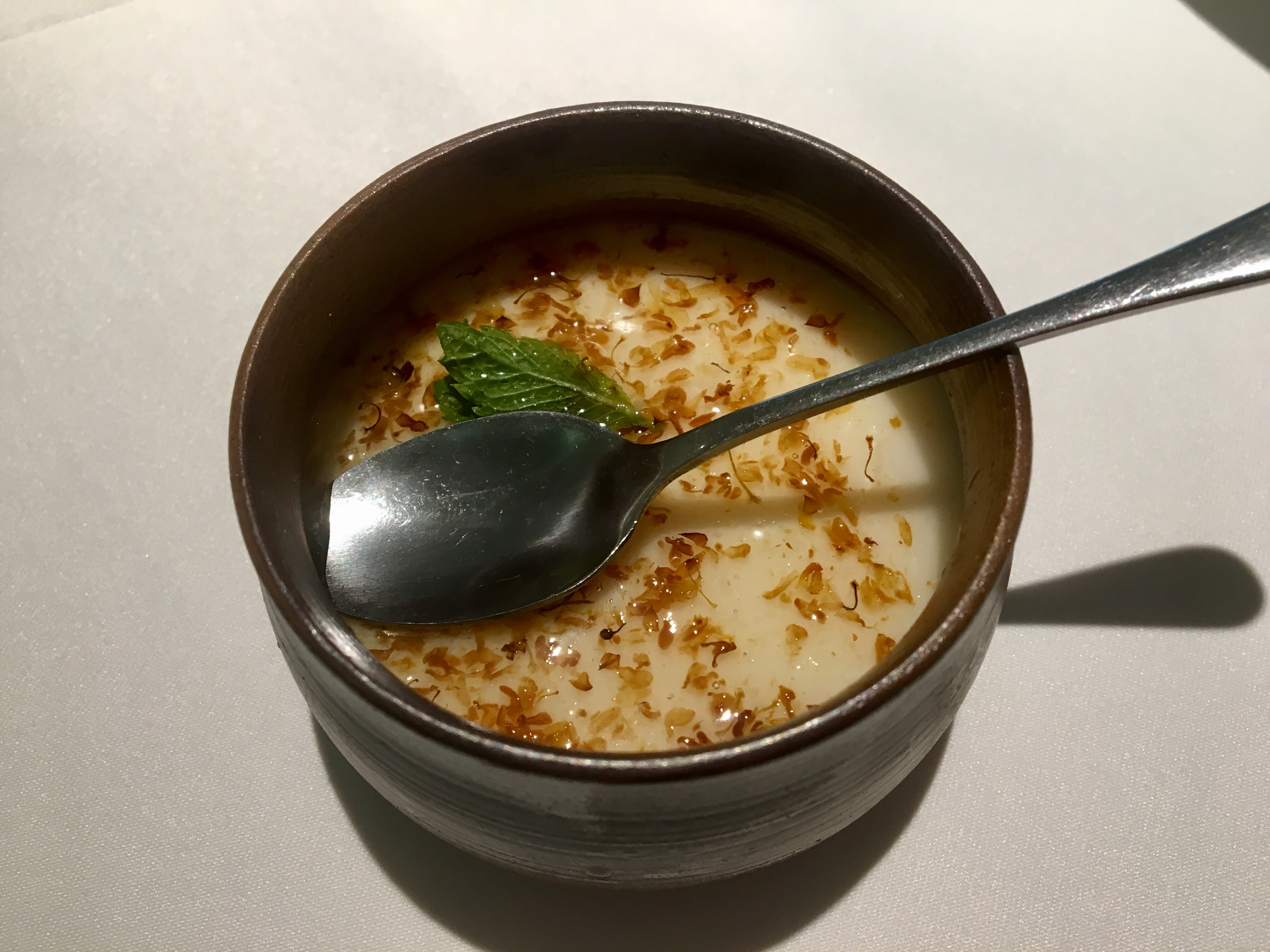
桂花杏仁豆腐

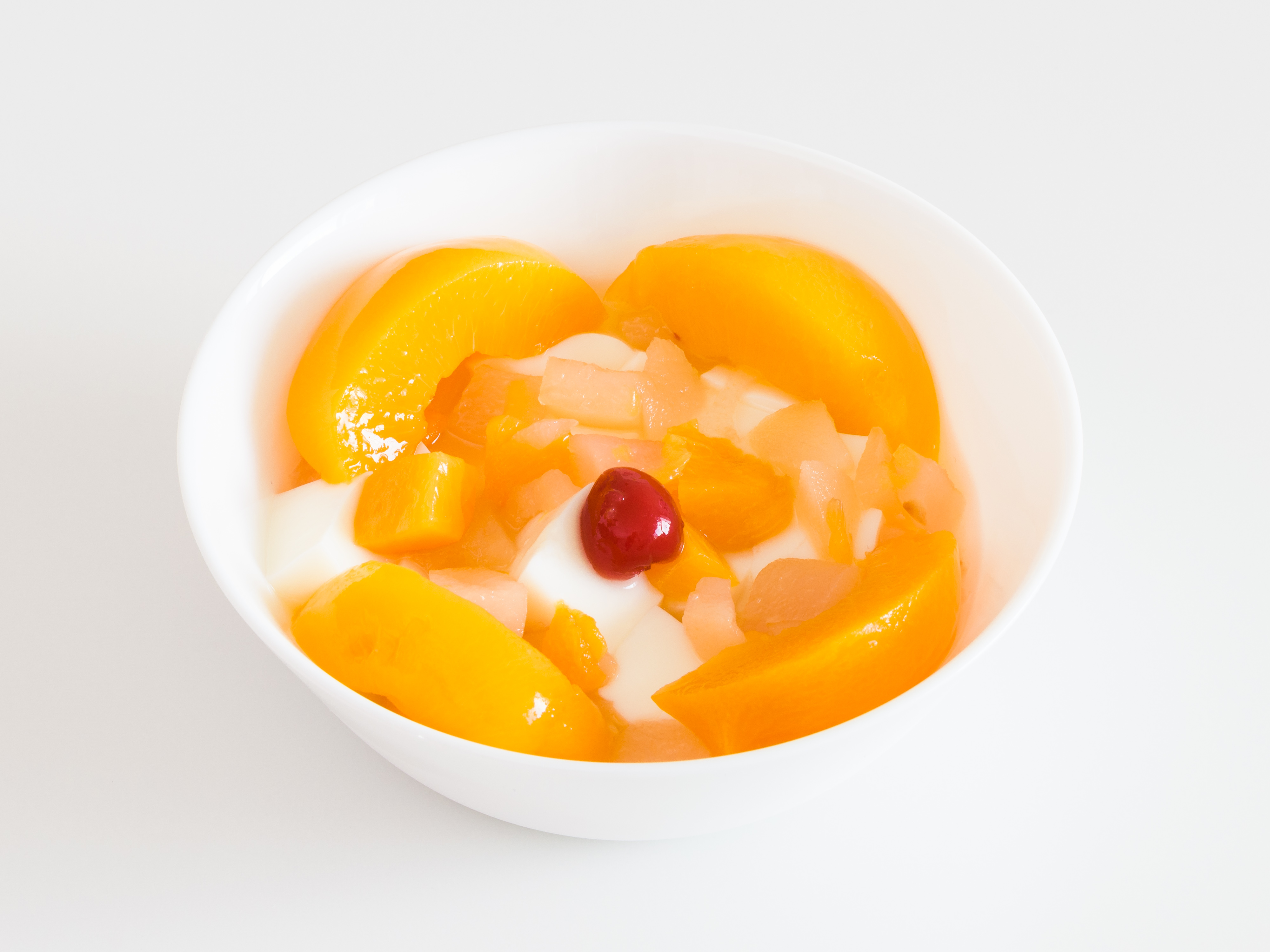
水果杏仁豆腐

杏仁豆腐是一种发源自中国大陆的传统小吃，因形似豆腐而得名，味甜，清爽，略带杏仁味，口感近似于甜凉粉和法式奶冻。主料为南杏仁（晒干的杏的种仁）和糖，以凝结剂制成果冻状，有时佐水果等配料一同食用。传入香港、日本、马来西亚、新加坡等地后也很受欢迎，并在其中部分地区演变出在地化版本。

## 做法
用甜杏仁磨浆並加入假酸漿種子煮沸後拌入石灰水冷卻凝結，現代多用瓊脂、吉利丁等替代。食用时切成小块或配以小勺，传统做法多配以糖水或糖桂花，也有新式杏仁豆腐配以新鲜水果块。